# Демченко, Никита Юрьевич
Никита Юрьевич Демченко (бел. Мікіта Юр’евіч Дземчанка; род. 6 сентября 2002, Минск) — белорусский футболист, полузащитник минского «Динамо» и национальной сборной Беларуси.

## Карьера

### «Динамо» Минск

#### Начало карьеры
Воспитанник футбольной академии минского «Динамо». В 2018 году стал выступать за дублирующий состав столичного клуба. В 2019 году начал тренироваться с основной командой клуба. Дебютировал за клуб 26 июня 2019 года в матче Кубка Белоруссии против микашевичского «Гранита», выйдя на замену на 58-й минуте матча. В июле 2019 года вместе с клубом отправился на квалификационные матчи Лиги Европы УЕФА. Первый матч в рамках еврокубкового турнира сыграл 11 июля 2019 года против латвийской «Лиепаи». Также вышел на поле в ответной встрече 18 июля 2019 года против латвийской «Лиепаи», которая оказалась сильнее и прошла в следующий квалификационный раунд. Затем продолжил выступления за дублирующий состав столичного клуба.

#### Аренда в «Смолевичи»
В июле 2020 года футболист на правах арендного соглашения присоединился к «Смолевичам» до конца сезона. Дебютировал за клуб футболист 10 июля 2020 года  в матче против «Ислочи», выйдя на замену на 63 минуте. На протяжении сезона футболист выступал за смолевичский клуб в роли одного из ключевых игроков, однако результативными действиями не отличился. По итогу сезона футболист вместе с клубом занял итоговое последнее место в чемпионате, вылетев в Первую лигу. По окончании срока арендного соглашения футболист покинул смолевичский клуб.

#### Сезон 2021
В начале 2021 года футболист готовился к новому сезону с дублирующий составом минского «Динамо». Также футболист проходил просмотр в бобруйской «Белшине», однако вернулся в распоряжение столичного клуба. С июня 2021 года футболист стал подтягиваться к матчам с основной командой клуба. Первый матч в сезоне футболист сыграл 23 июня 2021 года в рамках Кубка Белоруссии против «Лиды», выйдя на замену на 72 минуте. Первый матч в чемпионате футболист сыграл 28 августа 2021 года против «Минска», выйдя на замену на 87 минуте. Дебютным забитым голом за клуб футболист отличился 26 сентября 2021 года в матче против «Сморгони». На протяжении сезона футболист был в клубе игроком скамейки запасных, отличившись своим единственным забитым голом. По итогу сезона футболист вместе с клубом стал бронзовым призёром чемпионата.

#### Сезон 2022
Новый сезон футболист начал 6 марта 2022 года с четвертьфинального матча Кубка Белоруссии против «Гомеля», выйдя на замену на 65 минуте. Первый матч в чемпионате футболист сыграл 18 марта 2022 года против «Минска», выйдя на поле в стартовом составе. В июле 2022 года футболист вместе с клубом отправился на квалификационные матчи Лиги конференций УЕФА. Первый матч в рамках еврокубкового турнира футболист сыграл 14 июля 2022 года против черногорского «Дечича», выйдя на замену на 91 минуте. По итогу второго квалификационного раунда Лиги конференций УЕФА футболист вместе с клубом по сумме матчей уступил израильскому «Хапоэлю» Беэр-Шева, завершив свою еврокубковую компанию. На протяжении сезона футболист был одним из основных игроков клуба, чередуя матчи в стартовом составе и со скамейки запасных. По итогу сезона футболист вместе с клубом завершил чемпионат на итоговом четвёртом месте.

#### Сезон 2023
Я январе 2023 года футболист начинал готовиться к к новому сезону с основной командой клуба. Первый матч в новом сезоне футболист сыграл 18 марта 2023 года против «Ислочи», выйдя на поле в стартовом составе. В июле 2023 года вместе с клубом отправился на квалификационные матчи Лиги конференций УЕФА. По итогу квалификационных матчей минский клуб уступил боснийскому «Железничару» по сумме матчей, а сам футболист обе встречи провёл на скамейке запасных. Первым результативным действием за клуб футболист отличился 28 июля 2023 года в матче Кубка Белоруссии против «Осиповичей», отдав голевую передачу. На протяжении первой половины сезона футболист был одним из основных игроков минского клуба, чередуя матчи в стартовом составе и со скамейки запасных. В конце августа 2023 года футболист выбыл из распоряжения основной команды клуба. По итогу сезона футболист вместе с клубом стал победителем чемпионата.

#### Сезон 2024
В начале 2024 года футболист вернулся в распоряжение основной команды минского «Динамо». Новый сезон футболист начал 2 марта 2024 года с поражения за Суперкубок Белоруссии, где в серии пенальти уступили жодинскому «Торпедо-БелАЗ». Первый матч в чемпионате футболист сыграл 16 марта 2024 года против «Сморгони», выйдя на замену в начале второго тайма. В апреле 2024 года футболист отправился в распоряжение второй команды минского клуба. Дебютный матч за команду футболист сыграл 6 апреля 2024 года против долбизновской «Нивы», выйдя на поле в стартовом составе. Первым в сезоне забитым голом за основную команду футболист отличился 26 мая 2024 года в матче против мозырской «Славии». В июле 2024 года футболист вместе с клубом отправился на квалификационные матчи Лиги чемпионов УЕФА и затем Лиги Европы УЕФА, однако вместе с минским клубом смог квалифицироваться в основной этап Лиги конференций УЕФА. Дебютный матч в рамках еврокубкового турнира на групповом этапе футболист сыграл  3 октября 2024 года против шотландского клуба «Харт оф Мидлотиан», выйдя на поле в стартовом составе. По итогу турнира футболист вместе с клубом не смог выйти в раунд плей-офф. Досрочно стал победителем чемпионата. 

#### Сезон 2025
Новый сезон футболист начал с победы за Суперкубок, где 22 февраля 2025 года обыграли гродненский «Неман». Первый матч в чемпионате футболист сыграл 16 марта 2025 года против «Сморгони», выйдя на замену на 76 минуте. Матч 3 мая 2025 года против «Витебска» стал 100 в активе футболиста за столичный клуб.

## Карьера в сборной
Выступал за юношескую сборную Беларуси до 19 лет в отборочном этапе на юношеский чемпионат Европы. В матче против Эстонии 9 сентября 2019 года в рамках товарищеского матча забил гол. В марте 2022 года был вызван в молодежную сборную Беларуси. Дебютировал за молодёжную сборную 26 марта 2022 года в квалификационном матче на молодёжный чемпионат Европы против Кипра. Также сыграл 29 марта 2022 года товарищеский матч против Азербайджана.  
В ноябре 2024 года футболист получил вызов в национальную сборную Беларуси. Дебютировал за сборную футболист 15 ноября 2024 года в матче Лиги наций УЕФА против сборной Северной Ирландии, выйдя на замену на 72 минуте. Дебютным забитым голом за сборную футболист отличился 25 марта 2025 года в товарищеском матче против сборной Азербайджана.

## Достижения
«Динамо» Минск
- Чемпион Беларуси (2): 2023, 2024
- Обладатель Суперкубка Беларуси: 2025